# Drømmeprins
Drømmeprins er en dokumentarfilm fra 2021 instrueret af Jessica Nettelbladt

## Handling
Når Erik kigger på billeder af sig selv som barn, så er det som at se en tvillingesøster. En søster, som er forsvundet, og hvis plads Erik har taget. Fortiden mindes, og angsten er konstant håndgribelig. Hvordan kan sjælen læges, når kroppens minder gør så ondt? Erik begiver sig ud på en pilgrimsvandring. En vandring for at læge krop og sjæl, hvor han kan efterlade det, som han har været igennem og finde meningen med sit liv. Filmen er optaget over 10 år.